# 에릭 얼린 코넬
에릭 얼린 코넬(영어: Eric Allin Cornell, 1961년 12월 19일 ~ )은 미국의 물리학자이다. 2001년에 알칼리 원자의 희석 가스에서 보스-아인슈타인 응축에 관한 실현과 그 응축체의 속성에 관한 기초 연구로 칼 위먼, 볼프강 케털리와 함께 노벨 물리학상을 수상했다.

## 수상 경력
- 1997년 : 킹 파이살 국제상
- 1998년 : 로런츠 메달
- 2000년 : 벤저민 프랭클린 메달
- 2001년 : 노벨 물리학상

## 참고 문헌
- Frängsmyr, Tore (2002). 《Les Prix Nobel: The Nobel Prizes 2001》. Stockholm: Nobel Foundation. 2007년 9월 19일에 확인함.